# Friedrich Immanuel Niethammer
Pour les articles homonymes, voir Niethammer.
Friedrich Philipp Immanuel Niethammer (6 mars 1766 – 1er avril 1848) est un théologien luthérien, philosophe de la religion et réformateur de l'éducation allemand natif du duché de Wurtemberg.

## Biographie
Il a été formé au monastère de Maulbronn (de), en duché de Wurtemberg, puis il a étudié à partir de 1784 au séminaire évangélique de Tübingen, où il a rencontré Friedrich Hölderlin (1770–1843), Georg Wilhelm Friedrich Hegel (1770–1831) et Friedrich Wilhelm Joseph Schelling (1775–1854). En 1790, il s'est installé à Iéna pour étudier la philosophie kantienne sous la direction de Karl Leonhard Reinhold (1757–1823). Il est ensuite devenu professeur associé de philosophie à l'Université d'Iéna, où il est resté jusqu'en 1804. En 1806, il était l’Oberschulkommissar (administrateur des hautes écoles) de Franconie, et l'année suivante il est devenu Commissaire central de l'éducation et membre du consistoire général de Bavière.
Niethammer a co-édité à partir de 1797 le Philosophische Journal avec Johann Gottlieb Fichte (1762–1814). En 1798, le journal a publié l'essai de Friedrich Karl Forberg Entwicklung des Begriffs der Religion (Au sujet de l'évolution du concept de religion), essai que Fichte préfaçait avec Über den Grund unsers Glaubens an eine göttliche Weltregierung (Le fondement de notre croyance en une divine Providence). Cet article a suscité des accusations d'athéisme et ce qu'on a appelé l’Atheismusstreit (Querelle de l'athéisme), qui a provoqué le départ de Fichte de Iéna en 1799.
En 1808, Niethammer a publié Der Streit des Philanthropinismus und des Humanismus in der Theorie des Erziehungs-Unterrichts unsrer Zeit (Le débat entre le Philanthopisme et l'Humanisme dans la théorie éducative actuelle), un livre en réaction au philanthropisme (en), un concept éducatif développé durant les Lumières. Le philanthropisme valorisait l'éducation physique et pratique et s'opposait à l'apprentissage par cœur des classiques. Niethammer approuve les philanthropistes dans la mesure où une certaine autonomie est importante dans l'éducation, mais considère que leur philosophie éducative est trop extrême. Il considère qu'un sens du civisme et de la civilité sont vitaux dans l'éducation d'un enfant et tente de combiner le meilleur du philanthropisme avec le meilleur de l'humanisme.

## Œuvres notables
- (de) Ueber den Versuch einer Kritik aller Offenbarung; eine philosophische Abhandlung, 1792.
- (de) Über Religion als Wissenschaft zur Bestimmung des Inhalts der Religionen und der Behandlungsart ihrer Urkunden, 1795
- (de) Der Herausgeber des Philosophischen Journals gerichtliche Verantwortungsschriften : gegen die Anklage des Atheismus, (1799, Fichte's reply to the charge of atheism).
- (de) Der Streit des Philanthropinismus und Humanismus in der Theorie des Erziehungs-Unterrichts unsrer Zeit, 1808[2].

## Literatur
- Wilhelm Baum (de): Der Klagenfurter Herbert-Kreis zwischen Aufklärung und Romantik. Dans: Revue Internationale de Philosophie 197 (1996), p. 483–514.
- Herwig Blankertz (de): Die Geschichte der Pädagogik. Von der Aufklärung bis zur Gegenwart. Verlag Büchse der Pandora, Wetzlar 1982,  (ISBN 3-88178-055-6).
- Gerhard Lindner: Friedrich Immanuel Niethammer als Christ und Theologe. Seine Entwicklung vom deutschen Idealismus zum konfessionellen Luthertum. Dissertation, Universität Erlangen 1971.
- Gunther Wenz (de): Hegels Freund und Schillers Beistand: Friedrich Immanuel Niethammer (1766–1848). (Forschungen zur systematischen und ökumenischen Theologie 120). Göttingen 2008.  (ISBN 978-3-525-56348-9)
- Gunther Wenz (de) (dir.): Friedrich Immanuel Niethammer (1766-1848). Beiträge zu Biographie und Werkgeschichte. Abhandlungen der Bayerischen Akademie der Wissenschaften. Philosophisch-historische Klasse. Neue Folge, Heft 133. Beck, Munich 2009,  (ISBN 978-3-7696-0951-6)
- Immanuel Niethammer. Dans: Otto Rohn und Dietmar Rupp (dir.): Beilstein in Geschichte und Gegenwart. Stadt Beilstein, Beilstein 1983. p. 460–461
- (de) Karl von Prantl, « Niethammer, Friedrich Immanuel », dans Allgemeine Deutsche Biographie (ADB), vol. 23, Leipzig, Duncker & Humblot, 1886, p. 689-691
- (de) Wilhelm G. Jacobs (de), « Niethammer, Friedrich Immanuel », dans Neue Deutsche Biographie (NDB), vol. 19, Berlin, Duncker & Humblot, 1999, p. 247 (original numérisé).